# Teatro Municipal de San Martín del Rey Aurelio
El Teatro Municipal de San Martín del Rey Aurelio, también conocido también como Teatro de El Entrego, es un teatro asturiano.

## El teatro
En 1919 comienza la construcción de un teatro en el actual distrito de El Entrego. La construcción es paralizada para reanudarse unos años después e inaugurarse en 1931. Se construye adosado a la Casa del Pueblo, con lo cual se le conoce como Cine Sindical. Durante varios años funcionó también como iglesia debido a la destrucción del templo parroquial. Permanece abierto hasta 1983. En los años 90 se acomete una completa restauración y se vuelve a inaugurar en 1999. Se encuentra en el Circuito Asturiano de Artes Escénicas.
Ubicado junto al parque de La Laguna, tiene un aforo de 361 personas repartidas entre patio de butacas y palco general.